# Hakodate Transportbureau
Hakodate Transportbureau (japansk: 函館市交通局, Hakodate-shi Kōtsūkyoku) er navnet på myndigheden for kollektiv trafik i Hakodate i Japan. Bureauet driver kun sporvognstrafik, og drev tidligere også bustrafik frem til 2003, hvor denne udskiltes i sit eget selskab.
Transportbureauets oprindelse går tilbage til Kikan Hestevognsbanen (japansk: 亀函馬車鉄道, Kikan Basha Tetsudō), en privat hestevognsoperatør, der åbnede Hakodates første sporvognslinje i 1897. Det udviklede sig til et elektrificeret sporvognsnet i 1913. Operatørerne af nettet skiftede nogle gange frem til 1943, hvor Hakodates byforvaltning overtog kontrollen med sporvognsnettet.
Der var tidligere seks linjer med 12 ruter, der spændte over den samlede afstand på 17,9 kilometer. Men med faldende passagertal lukkedes dele af nettet i 1978, 1992 og 1993. Det nuværende sporvognsnet består af fire linjer med to ruter, den samlede afstand er på 10,9 kilometer. Sporvognslinjerne accepterer Ikasu Card, et magnetisk forudbetalt kort.